# Делез, Пьер
Пьер Делез (фр. Pierre Délèze; род. 25 августа 1958, Nendaz, Вале) — швейцарский легкоатлет, специалист по бегу на средние и длинные дистанции. Выступал на профессиональном уровне в 1974—1993 годах, обладатель серебряной медали Всемирной Универсиады, бронзовый призёр чемпионата Европы в помещении, победитель ряда крупных международных стартов, многократный чемпион Швейцарии, действующий рекордсмен страны в нескольких дисциплинах, участник трёх летних Олимпийских игр.

## Биография
Пьер Делез родился 25 августа 1958 года в коммуне Нанда кантона Вале, Швейцария. Занимался лёгкой атлетикой в Сьоне и Цюрихе, проходил подготовку в местных одноимённых клубах CA Sion и LC Zürich соответственно.
Впервые заявил о себе на международном уровне в сезоне 1977 года, когда вошёл в состав швейцарской сборной и выступил на чемпионате мира по кроссу в Дюссельдорфе, где в зачёте юниоров стал четвёртым. Позднее выиграл бронзовую медаль в беге на 1500 метров на юниорском европейском первенстве в Донецке.
В 1978 году бежал 1500 метров на чемпионате Европы в Праге, в финал не вышел.
В 1979 году среди прочего занял 71-е место на кроссовом чемпионате мира в Лимерике. Будучи студентом, представлял Швейцарию на Всемирной Универсиаде в Мехико — в программе 1500 метров завоевал серебряную награду, уступив только британцу Грэму Уильямсону.
В 1980 году в 1500-метровой дисциплине взял бронзу на чемпионате Европы в помещении в Зиндельфингене. Благодаря череде успешных выступлений удостоился права защищать честь страны на летних Олимпийских играх в Москве — на предварительном квалификационном этапе 1500 метров показал время 3:44.8, чего оказалось недостаточно для выхода в полуфинальную стадию.
В 1982 году в беге на 1500 метров финишировал седьмым на чемпионате Европы в помещении в Милане и на чемпионате Европы в Афинах.
В 1983 году принял участие во впервые проводившемся чемпионате мира по лёгкой атлетике в Хельсинки, где в зачёте 1500 метров показал шестой результат.
Стартовал на Олимпийских играх 1984 года в Лос-Анджелесе, но уже на предварительном квалификационном этапе сошёл с дистанции в 1500 метров.
В 1985 году в дисциплине 3000 метров закрыл десятку сильнейших на Всемирных легкоатлетических играх в помещении в Париже. На Мировом классе в Цюрихе превзошёл всех соперников и установил ныне действующий рекорд Швейцарии в беге на 1500 метров на открытом стадионе — 3:31.75.
На чемпионате Европы 1986 года в Штутгарте был седьмым в 5000-метровой дисциплине.
В 1987 году в беге на 5000 метров стал четвёртым на чемпионате мира в Риме.
Участвовал в Олимпийских играх 1988 года в Сеуле, на дистанции 5000 метров не смог преодолеть предварительный квалификационный этап.
В 1993 году отметился выступлением на чемпионате мира по полумарафону в Брюсселе, с личным рекордом 1:04:32	занял итоговое 73-е место. По окончании сезона завершил спортивную карьеру.